# Rasa
Podjela ljudi na rase temelji se na društvenoj karakterizaciji skupine ljudi koja ima osnove u zajedničkim fizičkim i društvenim odlikama.
Prvo korištenje pojma odnosilo se na govornike istog jezika, a zatim na nacionalnu pripadnost. U 17. stoljeću pojam se počeo odnositi na fizičke odlike. Moderne prirodne i društvene znanosti definiraju rasu kao društveni konstrukt s temeljem u proizvoljnim pravilima nekog društva.
Vrsta podjele mijenjala se kroz povijest i uvijek koristila neznanstvenu, pučku taksonomiju koja određuje tzv. esencijalne tipove pojedinih ljudi prema opaženim odlikama. Esencijalizam, pretpostavka da neka skupina ili kategorija ima najmanje jedno ključno obilježje koje bitno određuje identitet svih njezinih pripadnika, je u biološkim znanostima zastarjeli pojam, te se izbjegava kod kolektivne diferencijacije fizičkih i bihevioralnih odlika.
Unatoč tome što postoji snažni znanstveni konsenzus da su biološki esencijalizam i rasna tipologija činjenično neodrživi pojmovi, pojam se povremeno i dalje koristi na slabo definiran način, što ima esencijalističke implikacije. Dok jedni istraživači koriste pojam kako bi karakterizirali fuzzy skupove odlika ili vidljivih razlika u ponašanju, drugi se tome protive jer pojam nema taksonomsku vrijednost iz razloga što svi ljudi na Zemlji pripadaju istoj vrsti (Homo sapiens L.) i podvrsti (Homo sapiens sapiens L.).
Od druge polovice 20. stoljeća jaka povezanost pojma s ideologijama i pseudoznanosti rasne biologije otežala je i njegovo korištenje, pa se koriste precizniji pojmovi poput: populacije, narodi, etničke skupine, zajednice, itd., ovisno o kontekstu.

## Definicija
Cjelokupna moderna znanost smatra rasnu podjelu društvenim konstruktom, odnosno ne podjelom intrinsičnom ljudskim bićima, već identitetskom podjelom, često ustanovljenom od strane društveno dominantnih skupina u danim okolnostima. To često uključuje potčinjavanje skupina koje podjela karakterizira "rasno inferiornima". U takvoj se rasnoj podjeli očituju društveni stavovi imperijalističkih sila tijekom Europske kolonijalne ekspanzije.
Takav se društveni konstrukt razvija u raznim pravnim, ekonomskim i sociopolitičkim kontekstima, te je češće posljedica nego uzrok ozbiljnih društvenih situacija.
Većina se stručnjaka slaže da podjela na rase ima stvarne i ozbiljne materijalne učinke zbog institucionaliziranih praksi povlaštenosti jednih, te diskriminacije drugih skupina.
Socioekonomski faktori u kombinaciji s ranim i pseudoznanstvenim pogledima na problematiku doveli su do raširenog stradanja skupina označenih kao inferiorne. Također, podjela na rase odgovara rasističkom razmišljanju koje se očituje kroz djela pojedinaca i ideologija koje pripadnike "drugih" smatraju rasno definiranima i moralno inferiornima. Rezultat toga je niz progresivno gorih oblika diskriminacije: od ismijavanja, društvenog isključenja, tlačenje skupina manje društvene moći, pa sve do mnogih tragedije kao što su robovlasništvo i genocid.
Pravosudna tijela nekih država poput SAD-a koriste pojam rase prilikom profiliranja osumnjičenih pojedinaca, što je, zbog neprekidnog ponavljanja zastarjelog shvaćanja varijabilnosti ljudske vrste i promicanja stereotipa, suočeno s učestalim osudama.
Za društvene znanosti koje proučavaju društvenu nejednakost takav pojam može biti značajna i korisna varijabla iz razloga što su u nekim društvima "rase" usko povezane s uzorcima društvenog raslojavanja. Rasna kategorija može se očitovati u subjektivnom pripisivanju odlika, samoodređivanju i društvenim institucijama.
Teorijski okviri društvenih znanosti proučavaju implikacije društveno stvorenog pojma rase istražujući kako se slike, ideje i pretpostavke o rasi očituju u svakodnevnom životu. Veliki dio struke pronašao je poveznice između povijesnog, društvenog stvaranja pojma u pravnom i kriminološkom jeziku, i njihovih učinaka na provedbu zakona i neproporcionalnu primjenu zatvorskih kazni određenih skupina u pojedinim državama.

## Povijest rasne klasifikacije
Najrasprostranjenija je podjela na tri rase ljudi:
- bijela (kavkaska) rasa
- crna (negroidna) rasa
- žuta (mongolidna) rasa

Prema mjerenjima veličine lubanje američki liječnik Samuel James Morton razlikovao je pet rasa:
- kavkasku (iz Europe, Indije i dijelova sjeverne Afrike i Srednjega istoka),
- mongolsku (kineska i eskimska)
- malajsku (iz Malezije i s Polinezijskog otočja)
- američku (urođeničko stanovništvo Sjeverne i Južne Amerike)
- etiopsku (iz supsaharske Afrike).

Jedna od glavnih osobina korištena u podjeli ljudske vrste na tzv. rase je boja kože. Ljudi tamnije boje kože naseljeni su upravo u tropskom pojasu, gdje ih koža s povećanom količinom melanina štiti od jačeg Sunčevog ultraljubičastog zračenja, dok su oni svjetlije boje kože naseljeni bliže polovima gdje je manja insolacija, pa tako koža s manje melanina dopušta zdravoj količini zračenja dati energiju za sintezu vitamina D.
Boja očiju, osobina usko vezana s bojom kože, također se koristila u rasističkoj ideologiji za podjelu na rase.